# Pačir
Pačir (ćir.: Пачир, mađ.: Pacsér) je naselje u općini Bačka Topola u Sjevernobačkom okrugu u Vojvodini.

## Stanovništvo
U naselju Pačir živi 2948 stanovnika, od čega 2.396 punoljetna stanovnika, prosječna starost stanovništva je 42,9 godina (40,5 kod muškaraca i 45,1 kod žena). U naselju ima 1198 domaćinstva, a prosječan broj članova po domaćinstvu je 2,43.
Prema popisu iz 1991. godine u naselju je živjelo 3309 stanovnika.
| Etnički sastav 2002. |            |         |
| Narod                | Stanovnika |         |
| Mađari               | 1776       | 59,90 % |
| Srbi                 | 864        | 29,30 % |
| Bunjevci             | 68         | 2,30 %  |
| Jugoslaveni          | 55         | 1,86 %  |
| Hrvati               | 45         | 1,52 %  |
| Romi                 | 29         | 0,98 %  |
| Nijemci              | 6          | 0,20 %  |
| Bošnjaci             | 5          | 0,16 %  |
| Crnogorci            | 4          | 0,13 %  |
| Muslimani            | 4          | 0,13 %  |
| Slovenci             | 3          | 0,10 %  |
| Rumunji              | 3          | 0,10 %  |
| ostali               | 7          | 0,24 %  |
| nepoznato            | 6          | 0,21 %  |

| broj stanovnika | 4907  | 4806  | 4754  | 4189  | 3871  | 3309  | 2948  |
|                 | 1948. | 1953. | 1961. | 1971. | 1981. | 1991. | 2001. |

## Znamenitosti
Spomenici kulture:
- kapela obitelji Halas na katoličkom groblju
- reformatorska crkva i župna kuća

## Vanjske poveznice
- Karte, položaj vremenska prognoza  Arhivirana inačica izvorne stranice od 9. srpnja 2009. (Wayback Machine)
- Satelitska snimka naselja